# Teoria aspettativa-valore
La teoria aspettativa-valore è un termine per sintetizzare gli studi di John William Atkinson, Victor Harold Vroom (teoria aspettativa-valenza) ed altri sulle variabili che influenzano la riuscita delle persone, ovvero la loro motivazione. Nel lavoro di Gian Vittorio Caprara Le ragioni del successo (1996) ne è illustrata la formulazione basata sul lavoro di Atkinson.
In sostanza, secondo Atkinson, il successo di una persona è in funzione di due variabili: l'aspettativa di riuscita ed i valori che la persona ha (ciò che per lei ha valore nella vita).

## Biografia di Vroom
Victor H. Vroom nasce in Canada nel 1932 e si laurea in psicologia presso la McGill University nel 1953. Nel 1958 consegue il dottorato di ricerca in psicologia e in seguito viene nominato direttore dello studio presso l'Istituto Universitario per la ricerca sociale. Diventa un esperto internazionale sulla leadership e sul processo decisionale: infatti, dopo aver prestato servizio per alcune illustri università, si ferma a Yale, scrivendo 9 libri di cui i più famosi riguardano la motivazione e leadership stessa.

## Teoria dell'aspettativa secondo Vroom
Nel 1964 Victor Vroom pubblicò la sua opera Work and motivation in cui espone la teoria della motivazione basata sull'Expectancy model. Questo studio, a differenza di quelli di Herzberg, si concentra sui risultati e non sulle esigenze delle persone. Alla base della teoria di Vroom vi è la domanda: - Perché la gente lavora?
Oltre che a un aspetto puramente economico, Vroom vuole misurare la motivazione sul lavoro analizzando gli obiettivi che le persone vogliono perseguire, e gli sforzi che sono disposti a fare per ricevere ricompense. Il concetto di motivazione, esposto nella teoria, si riassume quindi nella decisione della quantità di sforzo da esercitare in una determinata situazione.
L'Expectancy Theory lega la motivazione ai concetti di aspettativa, valenza e strumentalità.
- L' aspettativa: la credenza di un individuo che un certo sforzo condurrà al raggiungimento di un determinato obiettivo. L'aspettativa si basa su probabilità soggettive ma esistono ulteriori elementi da tenere in considerazione, come l'autostima, il livello delle capacità possedute, la qualità delle risorse e infine il possesso delle informazioni necessarie per compiere il lavoro. In ultimo, anche i successi raggiunti in precedenti compiti affini possono aumentare la percezione positiva. Vroom assegna determinati valori a questi tre elementi. Nel caso dell'aspettativa si ha una probabilità minima se il valore è pari a zero e quindi lo sforzo non ha alcun impatto sulla prestazione. Se invece il valore è pari a uno, si ha una probabilità massima e quindi la prestazione dipende totalmente dallo sforzo.

- La valenza [1]: è il valore che una persona assegna alla ricompensa che conseguirà in seguito ad un suo comportamento e al lavoro svolto. La valenza, che è influenzata dal fattore esperienze passate, può assumere valori positivi +1 qualora la persona desidera ricevere la ricompensa; negativi (-1) se la persona preferisce non ricevere la ricompensa perché considererà le conseguenze maggiori stress e infine valore nullo 0 se la persona è indifferente al premio.

- La strumentalità: la credenza di una persona che un determinato risultato dipenda da una performance elevata. La strumentalità della prestazione si concretizza quando il conseguimento dell'obiettivo conduce a una ricompensa. Da questo assunto si ricava il rapporto tra impegno e premio finale. Una strumentalità pari a +1 si avrà quando si ritiene che a una buona performance lavorativa si avrà come conseguenza un aumento di salario.  Se invece la strumentalità è pari a zero, non c'è relazione tra la prestazione e il risultato. Infine la strumentalità avrà un valore pari a -1 se la persona, invece, pensa che un aumento salariale si ottenga senza obbligatoriamente avere un buon risultato o che comunque sia indipendente da questo.

Secondo Vroom, la motivazione è generata dal prodotto di due fattori/variabili:
Motivazione = Aspettativa x Valenza
La prima variabile esaminata (aspettativa) non è quindi completa se non si indica la valenza attribuita dal soggetto ai risultati previsti, ovvero l'intensità con cui una persona ricerca l'obiettivo.
La teoria ulteriormente elaborata ha portato ad includere un ulteriore fattore modificando quindi la formula come di seguito riportato:
Motivazione = Aspettativa × Valenza x Strumentalità
Dalla formula così rielaborata si evince come per favorire la motivazione del personale occorre definire con chiarezza il rapporto tra il lavoro e il conseguimento dell'obiettivo ed inoltre, il comportamento considerato positivo dovrebbe essere soggetto ad un premio.